# Tmarus gongi
Tmarus gongi là một loài nhện trong họ Thomisidae.
Loài này thuộc chi Tmarus. Tmarus gongi được miêu tả năm 2004 bởi Chang-Min Yin et al.